# Jersey Boys
Jersey Boys és una pel·lícula biogràfica, musical, i dramàtica nord-americana de 2014, dirigida per Clint Eastwood basada en el musical homònim guanyador del Premi Tony. La pel·lícula explica la història del grup musical The Four Seasons. La seva estrena als cinemes dels Estats Units va ser el 20 de juny de 2014. Ha estat doblada i subtitulada al català.

## Argument
La pel·lícula explica la història de quatre joves de Nova Jersey que anaven per mal camí i que es van unir per crear l'icònic grup de rock "The Four Seasons". La història dels seus esforços i dels seus triomfs va acompanyada de les cançons que van influir en tota una generació, entre d'altres "Sherry", "Big Girls Do not Cry", "Walk Like a Man", "Dawn," "Rag Doll"," Bye Bye Baby"," Who Loves You", i moltes més.

## Repartiment
- John Lloyd Young com a Frankie Valli.[4]
- Erich Bergen com a Bob Gaudio.[5]
- Michael Lomenda com a Nick Massi.[6]
- Vincent Piazza com a Tommy DeVito.[7]
- Christopher Walken com a Gyp DeCarlo.[8]
- Renée Marí com a Mary Delgado.[9]
- Katherine Narducci com a Mary Rinaldi.[10]
- Lou Volpe com a Pare de Frankie.[11]
- Mike Doyle com a Bob Crewe
- Freya Tingley com a Francine Valli (17 anys)
- Jeremy Luke com a Donnie
- Joey Russo com a Joe Pesci
- Steve Schirripa com a Vito
- Billy Gardell com a Amo de Our Sons
- Francesca Fisher Eastwood com a Cambrera.[11]
- Sean Whalen com a Enginyer

## Producció
El 2010, GK Films va adquirir els drets per produir la pel·lícula, adaptada del musical; Brickman i Elice van escriure el guió de la pel·lícula. L'agost de 2012, Jon Favreau va ser contractat per dirigir i fer el càsting. El tràiler de la pel·lícula va sortir el 17 d'abril de 2014.

## Banda sonora
1. Preludi
2. "December, 1963 (Oh, What a Night)" – Frankie Valli & the Four Seasons
3. "My Mother's Eyes" – Frankie Valli
4. "I Can't Give You Anything but Love" – John Lloyd Young
5. "A Sunday Kind of Love" – John Lloyd Young, Frankie Valli & the Four Seasons
6. "Moody’s Mood for Love" – John Lloyd Young
7. "Cry for Me" – Erich Bergen
8. "Sherry" – John Lloyd Young
9. "Big Girls Don't Cry" – John Lloyd Young
10. "Walk Like a Man" – John Lloyd Young
11. "My Boyfriend's Back" – Kimmy Gatewood
12. "My Eyes Adored You" – John Lloyd Young
13. "Dawn (Go Away)" – John Lloyd Young
14. "Big Man in Town" – John Lloyd Young
15. "Beggin'" – Frankie Valli & the Four Seasons, John Lloyd Young, Ryan Malloy
16. Medley – John Lloyd Young; a."Stay"; b."Let's Hang On! (To What We'veu Got)"; c."Opus
17. "C'mon Marianne" – Frankie Valli & the Four Seasons, John Lloyd Young
18. "Can't Take My Eyes Off You" – John Lloyd Young
19. "Working My Way Back to You" – John Lloyd Young
20. "Fallin Angel" – Frankie Valli
21. "Who Loves You" – Frankie Valli & the Four Seasons, John Lloyd Young
22. Closing Credits: "Sherry"/"December, 1963 (Oh, What a Night)" – John Lloyd Young, Erich Bergen, Michael Lomenda, Vincent Piazza
23. "Sherry" – Frankie Valli & the Four Seasons
24. "Dawn (Go Away)" – Frankie Valli & the Four Seasons
25. "Rag Doll" – Frankie Valli & the Four Seasons

## Recepció
En el lloc web de crítica Rotten Tomatoes, la pel·lícula actualment té 54 % de qualificació basada en 173 comentaris. El lloc de consens diu: "Jersey Boys no és tan enginyosa ni tan enèrgica com pogués ser, però no es pot negar que té un potent plaure als seus moments musicals".En Metacritic, la pel·lícula té una qualificació 54 sobre 100, basat en 39 comentaris, indicant "mixta o mitjana" de comentaris.